# Райниккендорф (округ Берлина)
Райниккендорф (нем. Reinickendorf) — административный округ Берлина.
После 1945 года округ находился во французском секторе Западного Берлина. В округе Райниккендорф находился аэропорт Тегель.

## Районы в составе округа Райниккендорф
- 1201 Райниккендорф (нем. Reinickendorf)
- 1202 Тегель (нем. Tegel)
- 1203 Конрадсхёэ (нем. Konradshöhe)
- 1204 Хайлигензее (нем. Heiligensee)
- 1205 Фронау (нем. Frohnau)
- 1206 Хермсдорф (нем. Hermsdorf)
- 1207 Вайдманнслуст (нем. Waidmannslust)
- 1208 Любарс (нем. Lübars)
- 1209 Виттенау (нем. Wittenau)
- 1210 Меркишес-Фиртель (нем. Märkisches Viertel)
- 1211 Борзигвальде (нем. Borsigwalde)